# Red de Mujeres Lesbianas y Bisexuales de Bolivia
La Red de Mujeres Lesbianas y Bisexuales de Bolivia (Red LB o Red LB BOL) es un colectivo y grupo de apoyo para mujeres lesbianas y bisexuales, cofundado en 2008 en la ciudad de Santa Cruz, Bolivia, por la activista de derechos humanos Silene Salazar.
Su primera presidenta fue Pamela Villarroel.

## Historia
Salazar explica que la creación de Red LB surgió no solo de la necesidad de crear un espacio seguro y acogedor para las mujeres lesbianas y bisexuales, en particular las de ascendencia indígena como ella (quechua), sino también como una forma de contrarrestar lo que se percibía como dominación masculina en el movimiento LGBT boliviano, que no daba voz ni espacio a las demandas de las mujeres. Además, el colectivo daría visibilidad al movimiento, lo cual, según Salazar, es necesario para generar un cambio en la sociedad.
La cofundadora comenta que organizar el colectivo en la conservadora ciudad de Santa Cruz fue un desafío, y que inicialmente solo dos personas se ofrecieron a reunirse y brindar asistencia. Muchas mujeres incluso tenían miedo de asistir a las reuniones, por temor a ser identificadas como lesbianas y discriminadas. Para que se hagan una idea, en 2009, en la marcha LGBT en Santa Cruz, solo participó una mujer (psicóloga de una ONG); ocho años después, sin embargo, el movimiento había crecido lo suficiente como para que las integrantes de Red LB formaran el grupo femenino más numeroso de la manifestación.

## Objetivos
Como se indicó en una publicación conmemorativa de su 14.º aniversario (2022), Red LB busca

más que solo posicionar la palabras y las exigencias de las mujeres lesbianas y bisexuales y disidentes, sino cuestionar todo el régimen de la heterosexualidad obligatoria, buscamos ser rajadura en el sistema patriarcal, capitalista y colonialista, por supuesto seguir resistiendo desde cada rincón de Bolivia pues sabemos que existimos y resistimos en todas partes.

Red LB también busca visibilizar la existencia de mujeres lesbianas y bisexuales en las comunidades indígenas, así como combatir los prejuicios y la falta de información sobre el tema. Inicialmente trabajando en zonas urbanas, el objetivo del colectivo era expandirse a las zonas rurales, a pesar de saber que allí encontrarían mayores dificultades, como destacó Salazar en una entrevista de 2018:

Ser indígena en Bolivia y asumirse como mujer lesbiana es muy conflictivo especialmente para las que viven en comunidades, donde se tiene una visión muy cerrada acerca de la homosexualidad. Ser mujer en Bolivia ya de por sí es difícil cuando 75% de mujeres sufren violencia, lo que se agrava en la comunidades.

Ante la discriminación que sufren, la solución que encuentran muchas mujeres indígenas es migrar a las grandes ciudades, lo que les hace perder el contacto con su propia identidad, o bien se conforman con vivir una vida heterosexual de conveniencia, para no sufrir discriminación por parte de la sociedad. Es contra esta realidad que Red LB lucha, concluyendo con las palabras de Salazar:

Existimos, estamos aquí, estamos en todas partes, somos mujeres somos lesbianas, somos indígenas y somos humanas, ante todo.

## Informe regional 2022
En 2022, Red LB Bol realizó un estudio sobre las condiciones de vida de las mujeres lesbianas y bisexuales en Bolivia, enfocándose en seis grandes áreas temáticas: violencia, educación, vida política, salud, inclusión y justicia. Los principales hallazgos fueron resumidos en el Informe Regional sobre la Situación de Lesbianas, Mujeres Bisexuales y Queer/Cuir en el Abya Yala, elaborado por LESLAC (Red de Organizaciones de Lesbianas y Mujeres Bisexuales en América Latina y El Caribe).
- Violencia: "salir del clóset" seguía siendo una decisión difícil para muchas mujeres bolivianas en 2022, que temían el castigo patriarcal impuesto a quienes manifiestan una sexualidad diferente a la norma vigente.[7]
- Educación: se reveló que la discriminación contra las mujeres "divergentes" ya existía en escuelas y universidades, donde se esperaba que se vistieran y se comportaran según los estándares femeninos. También se destacó la falta de orientación educativa y psicológica.[7]
- Vida política: las mujeres LBQ bolivianas han encontrado en el activismo no sólo una manera de establecer vínculos con la comunidad, sino también de luchar por sus derechos.[7]
- Salud: las mujeres LBQ han visto irrespetado su acceso a la atención médica debido a la estructura sexista vigente en el sistema de salud boliviano.[7]
- Inclusión: la migración ha sido la principal solución encontrada por algunas mujeres lesbianas y bisexuales, ya que no encuentran aceptación en sus comunidades de origen.[7]
- Justicia: el estudio reveló que las entrevistadas no creían en la justicia formal, y que ésta casi siempre era sustituida por redes de apoyo colectivo, donde iban a presentar sus quejas y denuncias.[7]